# Ernst Badian
Ernst Badian (* 8. August 1925 in Wien; † 1. Februar 2011 in Boston) war ein österreichisch-amerikanischer Althistoriker.
Ernst Badian war ein Sohn des Joseph und der Salka Badian. Nach dem Anschluss Österreichs emigrierte seine Familie 1939 nach Neuseeland. Er machte 1945 einen B.A.-Abschluss in Christchurch und ging 1946 erstmals nach England. 1947/48 war er Junior Lecturer in Classics in Wellington, NZ, danach setzte er bei Ronald Syme in Oxford das Studium fort.
Von 1954 bis 1964 war Lecturer an der University of Durham. In Oxford promovierte er 1956 (D. phil.), in Wellington 1962 ein zweites Mal (Litt. D.). Anschließend hatte er verschiedene Professuren in England und den USA inne. Badian lehrte von 1965 bis 1969 als Professor für Alte Geschichte an der University of Leeds. Von 1969 bis 1971 war er Professor für Geschichte und Klassische Antike an der University at Buffalo. Von 1971 bis zu seiner Emeritierung 1998 lehrte er als Professor in Harvard, seit 1982 als John Moors Cabot Professor of History. Badian ist der Gründer und war bis 2001 Herausgeber des American Journal of Ancient History. Er war Fellow der British Academy (seit 1965), korrespondierendes Mitglied der Österreichischen Akademie der Wissenschaften, Mitglied der American Academy of Arts and Sciences (seit 1974) und auswärtiges Mitglied der Finnischen Akademie der Wissenschaften. 1999 erhielt er das Österreichische Ehrenzeichen für Wissenschaft und Kunst.
Badian hat sich intensiv mit Alexander dem Großen befasst, wobei er, nicht zuletzt unter dem Eindruck des Aufkommens des Nationalsozialismus in den 1930er Jahren, den Makedonen ausgesprochen negativ beurteilte. Diese Interpretation ist bis in die Gegenwart sehr einflussreich, aber auch umstritten.

## Publikationen (Auswahl)
- Foreign Clientelae 264–70 B.C. Clarendon Press, Oxford 1958. Korrigierter Nachdruck 1972.
- Studies in Greek and Roman History. Blackwell, Oxford 1964.
- Roman Imperialism in the Late Republic. University of South Africa, Pretoria 1967. 2. Auflage Blackwell, Oxford und Cornell University Press, Ithaca 1968.
Deutsche Übersetzung: Römischer Imperialismus in der späten Republik. Teubner, Stuttgart 1980, ISBN 3-519-07400-1.
- Lucius Sulla. The deadly reformer (= The Todd Memorial Lectures. Vol. 7). Sydney University Press, Sydney 1970, ISBN 0-424-06090-6.
- Titus Quinctius Flamininus. Philhellenism and Realpolitik. University of Cincinnati, Cincinnati 1970 (Teil der Vorlesungsreihe Lectures in Memory of Louise Taft Semple).
- Publicans and Sinners. Private Enterprise in the Service of the Roman Republic. Blackwell, Oxford und Cornell University Press, Ithaca 1972. Neuausgabe Cornell University Press, Ithaca 1983, ISBN 0-8014-9241-6.
Deutsche Übersetzung: Zöllner und Sünder. Unternehmer im Dienst der römischen Republik. Wissenschaftliche Buchgesellschaft, Darmstadt 1997, ISBN 3-534-13143-6.
- From Plataea to Potidaea. Johns Hopkins University Press, Baltimore 1993, ISBN 0-8018-4431-2.
- Collected Papers on Alexander the Great. Routledge, London/New York 2012, ISBN 978-0-415-37828-4.